# Тодоров Володимир Петрович
Володимир Петрович Тодоров (22 червня 1936, Одеса, Українська РСР, СРСР — 19 лютого 2009, Одеса, Україна) — український радянський футболіст, захисник або півзахисник. 

## Спортивна кар'єра
До складу одеського «Харчовика» прийшов у 1955 році з команди автозбирального заводу. Наступного року був призваний на строкову військову службу, яку розпочав у армійському клубі з рідного міста. Потім був «Колгоспник» (Ровно), де Тодоров показував футбол високого рівня і звернув до себе увагу тренерів провідних українських команд. Було запрошення від київського «Динамо», але врешті-решт прийняв пропозицію від харківського «Авангарду», керівництво якого пообіцяло забезпечити власним житлом молодого футболіста. 
В еліті радянського футболу дебютував 24 травня 1960 року, у виїздному матчі проти «Молдови» з Кишинева. Команда гостей зазнала поразки з рахунком 2:3 (забивали: Котиченко (2), Самсонов — Ожередов, Нестеров). В «Авангарді» здебільшого діяв персонально проти найкращого нападника з команди суперника. У своїх спогадах відзначав, що найбільш складно було грати проти Валентина Іванова з московського «Торпедо».
1963 року повернувся до Одеси, два сезони захищав кольори «Чорноморця», який у цей час здобув путівку до вищої ліги. Завершував ігрову кар'єру у миколаєвському «Суднобудівнику» і іжевському «Зеніті».
Володів потужним ударом з обох ніг, який постійно відпрацювував на тренуваннях. Зі штрафного забивав найкращому воротареві 20-го століття Льву Яшину. У матчі «Чорноморця» з львівськими «Карпатами» влучно пробив по воротах, які захищав Юрій Сусла з відстані у 51 метр. Відомі два випадки, коли після його потужніх ударів м'яч потрапляв у гравців-суперників і їх виносили з поля на носилках (Казакова з московського ЦСКА і Салькова з донецького «Шахтаря»).
Протягом багатьох років працював дитячим футбольним тренером. Серед його вихованців Ігор Соколовський, Анатолій Чистов, Олександр Гущин та інші.

## Статистика
| Команда              | Д-1  | Д-1  | Д-2  | Д-2  | Д-3  | Д-3  | Кубок | Кубок |
| Команда              | Ігри | Голи | Ігри | Голи | Ігри | Голи | Ігри  | Голи  |
| -------------------- | ---- | ---- | ---- | ---- | ---- | ---- | ----- | ----- |
| «Чорноморець»        | —    | —    | 43   | 2    | —    | —    | 3     | 0     |
| «Колгоспник» (Ровно) | —    | —    | 44   | 11   | —    | —    | 3     | 0     |
| «Авангард» (Харків)  | 65   | 3    | —    | —    | —    | —    | 4     | 1     |
| «Суднобудівник»      | —    | —    | —    | —    | 40   | 2    | 2     | 0     |
| Всього за кар'єру    | 65   | 3    | 87   | 13   | 40   | 2    | 12    | 1     |

Забиті м'ячі у вищій лізі:
| # | Дата       | Місце  | Суперник            | Рахунок | Остаточний рахунок | Воротар           |
| - | ---------- | ------ | ------------------- | ------- | ------------------ | ----------------- |
| 1 | 28.08.1960 | Харків | «Кайрат» (Алма-Ата) | 2–0     | 2–0                | Володимир Лисицин |
| 2 | 19.07.1961 | Харків | «Шахтар» (Донецьк)  | 1–2     | 3–2                | Борис Стрєлков    |
| 3 | 19.07.1961 | Харків | «Шахтар» (Донецьк)  | 3–2     | 3–2                | Борис Стрєлков    |